# Wojciech Karłowski
Wojciech Maciej Karłowski (ur. 10 stycznia 1966) – polski biolog specjalizujący się w biologii molekularnej i bioinformatyce. Profesor nauk biologicznych. Kierownik Zakładu Biologii Obliczeniowej na Wydziale Biologii Uniwersytetu im. Adama Mickiewicza w Poznaniu. Jego zainteresowania naukowe obejmują identyfikację niekodujących RNA, genomikę, analizy wysokoprzepustowe i adnotację funkcjonalną sekwencji biologicznych.

## Życiorys naukowy
Ukończył studia o specjalności biologia molekularna na Wydziale Biologii UAM w 1991 roku. W trakcie studiów odbył trzymiesięczną praktykę w ramach wymiany IAESTE w laboratorium prof. Lothara Jaenickego w Instytucie Biochemii Uniwersytetu w Kolonii.
W latach 1991–1996 kształcił się w kierunku genetyki molekularnej roślin w ramach studium doktoranckiego na Wydziale Biologii Uniwersytetu im. A. Mickiewicza. Jego prace badawcze dotyczyły molekularnych mechanizmów zaangażowanych w procesy symbiotycznego wiązania azotu przez rośliny motylkowe. Rozprawę doktorską pod tytułem 'Geny kodujące brodawkowo-specyficzne białka prolino-bogate w łubinie żółtym’ obronił w 1996 roku. Promotorem w jego przewodzie doktorskim był prof. dr hab. Andrzej Legocki.
Odbył staż podoktorski w laboratorium prof. dr Ann Hirsch w Institute of Molecular, Cell and Developmental Biology University of California Los Angeles (UCLA) w latach 1997–2000. Tematyka jego prac badawczych w tym okresie dotyczyła zagadnień związanych z interakcjami symbiotycznymi roślin motylkowych i bakterii oraz charakterystyki nowego genu zidentyfikowanego podczas analizy mutantów lucerny (Medicago sativa) zablokowanych na wczesnych etapach rozwoju symbiozy.
W latach 2001–2004 pracował jako naukowiec w Instytucie Bioinformatyki / Munich Information Center for Protein Sequences (MIPS) w Monachium w grupie dr Klausa F.X. Mayera. Realizował tam badania poświęcone genomice obliczeniowej roślin we współpracy z takimi ośrodkami naukowymi, jak Arizona Genomics Institute, Whitehead Institute czy Rutgers University. Najważniejszy projekt, nad którym pracował podczas pobytu w Monachium, dotyczył bioinformatycznej analizy danych produkowanych w trakcie sekwencjonowania genomu kukurydzy. Dzięki wykorzystaniu zaawansowanych technik biologii obliczeniowej umożliwił on pierwsze spojrzenie na skład genomu kukurydzy oraz historię jego ewolucji.
W 2004 roku podjął pracę na Wydziale Biologii UAM. W 2007 roku odbył 3 miesięczny staż na Uniwersytecie w Perpignan we Francji w ramach projektu Marie Curie Host Fellowships for the Transfer of Knowledge. Rozpoczął w tym czasie projekt naukowy poświęcony analizom bioinformatycznym domen białkowych zaangażowanych w procesy wyciszania transkrypcji we współpracy z dr Thierrym Lagrange. W 2008 roku został zaproszony przez Uniwersytet w Perpignan jako profesor wizytujący i realizował tam projekt związany z identyfikacją oraz analizą funkcji miRNA w ryżu we współpracy z prof. Manuelem Echeverria. W tym samym roku Rada Wydziału Biologii Uniwersytetu im. Adama Mickiewicza nadała mu stopień doktora habilitowanego nauk biologicznych w zakresie biologii. W czerwcu 2009 roku objął stanowisko profesora nadzwyczajnego w Pracowni Bioinformatyki. Jednocześnie założył własną grupę badawczą, która zajmowała się projektami z obszaru genomiki, analiz danych biologicznych oraz badaniami nad niekodującymi RNA.
W 2014 roku uzyskał tytuł profesora nauk biologicznych. W tym samym roku objął stanowisko profesora na Wydziale Biologii UAM oraz zaczął kierować Zakładem Biologii Obliczeniowej. Jego zespół pracuje nad projektami związanymi z analizą danych biologicznych. W swoich badaniach wykorzystuje metody obliczeniowe do poznawania procesów biologicznych oraz prowadzenia wysokoprzepustowych analiz porównawczych, funkcjonalnych i ewolucyjnych w biologii molekularnej.
Jest autorem szeregu publikacji w międzynarodowych czasopismach naukowych. 